# Boutique Ecker-Klein-Sugár
La boutique Ecker-Klein-Sugár (en hongrois : Ecker-Klein-Sugár Divatház) désigne un ancien édifice commercial situé à Miskolc, désormais classé monument historique.